# 青海黄堇
青海黄堇（学名：Corydalis qinghaiensis）为罂粟科紫堇属下的一个种。